# Joseph Vanderborght
Joseph Norbert Vanderborght, né le 4 janvier 1869 à Overijse et mort le 23 mars 1953 à Ixelles, est un homme politique belge.
Il aménagea à Auderghem, au chaussée de Watermael no 19, comme négociant en bois. 
Aux élections de 1911, il fut candidat sur la liste catholique. Il ne fut pas élu. 
En 1915 cependant, il remplaça M. Gauthier, conseiller communal du même parti, ayant démissionné. 
Il fut réélu conseiller communal aux élections suivantes, en 1921 et 1926. 
En 1931, il succéda comme échevin des Travaux publics à Jacques Bassem, décédé. Il le restera jusqu’aux élections suivantes.
En 1932, son parti resta stable à 6 sièges, mais une majorité de rechange de libéraux (6 sièges) et de socialistes (1 siège) allait s’imposer. Les catholiques retrouvèrent l’opposition. Vanderborght devint conseiller communal jusqu’à fin 1938. Aux élections de 1938, Cette année-là, il ne sera pas réélu.
Joseph Vanderborght mourut à Ixelles, le 23 mars 1953. 
Une rue d'Auderghem porte son nom.